# Través
Través, em náutica, é cada um dos lados  de uma embarcação. É perpendicular à linha longitudinal do barco.
A expressão vento de través é não só usada na navegação como também na aeronáutica onde provoca enormes problemas ao aterrar dos aviões.